# Volta a Okinawa
La Volta a Okinawa (en japonès: ツール・ド・おきなわ) és una cursa ciclista professional per etapes que es disputa a l'illa d'Okinawa (Prefectura d'Okinawa, Japó), a mitjans del mes de novembre.
Es va començar a disputar el 1989, tot i que fins a l'edició del 1999 no va començar a ser professional, primer catalogada de categoria 1.5 fins a la creació dels Circuits Continentals UCI el 2005, quan va començar a formar part de l'UCI Àsia Tour, dins de la categoria 1.2 (última categoria del professionalisme) sempre disputant-se com a cursa d'una sola etapa. Entre el 2008 i el 2011 es va disputar com a en cursa per etapes, passant a la categoria 2.2 (igualment l'última categoria del professionalisme).
A part de la cursa internacional, també hi ha una cursa femenina i una de júnior, així com algunes d'amateurs.

## Palmarès
En groc: edició amateur.
| Any       | Vencedor           | Segon                | Tercer               |
| --------- | ------------------ | -------------------- | -------------------- |
| 1989      | Kazuo Oishi        |                      |                      |
| 1990      | Kyoushi Miura      |                      |                      |
| 1991      | Takahiro Yamada    |                      |                      |
| 1992      | Gianluca Tarocco   |                      |                      |
| 1993      | Takahiro Yamada    |                      |                      |
| 1994      | Tomokazu Fujino    |                      |                      |
| 1995      | Kam Po Wong        |                      |                      |
| 1996      | Ken Hashikawa      | Daisuke Imanaka      | Stephan Gottschling  |
| 1997      | Tomokazu Fujino    |                      |                      |
| 1998      | Kam Po Wong        |                      |                      |
| 1999      | Mark Walters       | Yasuhiro Yamamoto    | Shinichi Fukushima   |
| 2000      | Kam Po Wong        | Kazuyuki Manabe      | Masamichi Yamamoto   |
| 2001      | Makoto Iijima      | Guillem Muñoz        | Shinri Suzuki        |
| 2002      | Paul Redenbach     | Satoshi Hirose       | Yasutaka Tashiro     |
| 2003      | Kazuya Okazaki     | Guillem Muñoz        | Mark McCormack       |
| 2004      | Kam Po Wong        | Shinichi Fukushima   | Jacob Erker          |
| 2005      | Yasutaka Tashiro   | Kazuo Inoue          | Dawid Krupa          |
| 2006      | Takashi Miyazawa   | Kazuhiro Mori        | Yukiya Arashiro      |
| 2007      | Takashi Miyazawa   | Kazuhiro Mori        | Yukiya Arashiro      |
| 2008      | Yukiya Arashiro    | Miyataka Shimizu     | Mitsuhiro Matsumura  |
| 2009      | Kenji Itami        | Takayuki Abe         | Shinichi Fukushima   |
| 2010      | Shinichi Fukushima | Kenji Itami          | Junya Sano           |
| 2011      | Kazuhiro Mori      | Taiji Nishitani      | Junya Sano           |
| 2012      | Thomas Palmer      | Yusuke Hatanaka      | Yasuharu Nakajima    |
| 2013      | Sho Hatsuyama      | José Vicente Toribio | Cheung King Wai      |
| 2014      | Nariyuki Masuda    | José Vicente Toribio | Shotaro Iribe        |
| 2015      | Jason Christie     | Shotaro Iribe        | Benjamí Prades       |
| 2016      | Nariyuki Masuda    | Jai Crawford         | Kohei Uchima         |
| 2017      | Junya Sano         | Koos Jeroen Kers     | Yusuke Hatanaka      |
| 2018      | Alan Marangoni     | Freddy Ovett         | Feng Chun-kai        |
| 2019      | Nariyuki Masuda    | Kohei Uchima         | Benjamí Prades       |
| 2020-2021 | No disputada       | No disputada         | No disputada         |
| 2022      | Benjamí Prades     | Genki Yamamoto       | José Vicente Toribio |
| 2023      | Masaki Yamamoto    | Shoma Kazama         | Bas van Belle        |
| 2024      | No disputada       | No disputada         | No disputada         |

## Palmarès femení
| Any                | Vencedora              | Segona             | Tercera            |
| ------------------ | ---------------------- | ------------------ | ------------------ |
| Gran Premi Okinawa |                        |                    |                    |
| 1989               | Katrin Tobin           |                    |                    |
| 1990               | Ruthie Matthes         | Alison Sydor       | Kyung Mi-Ok        |
| 1991               | Karen Livingston-Bliss |                    |                    |
| 1992               | Alessandra Cappellotto |                    |                    |
| 1993               | Fabiana Luperini       | Kim Min Jung       | Cinzia Faccin      |
| 1994               | Brooke Blackwelder     |                    |                    |
| 1995               | Alison Dunlap          |                    |                    |
| 1996               | Hirono Hori            |                    |                    |
| 1997               | Tomoko Sekiya          |                    |                    |
| 1998               | Miho Masuchi           |                    |                    |
| 1999               | Janneke Vos            | Sandy Espeseth     | Miho Oki           |
| 2000               | Miho Oki               | Mirella van Melis  | Clare Hall-Patch   |
| Volta a Okinawa    |                        |                    |                    |
| 2003               | Amy Moore              |                    |                    |
| 2006               | Mayuko Hagiwara        | Satomi Wadami      | Miyoko Karami      |
| 2008               | Huang Xiao Mei         | Mayuko Hagiwara    | Yuka Yamashima     |
| 2008               | Hsiao Chia Tseng       | Seon Ha Yoo        | Wan Yiu Jamie Wong |
| 2009               | Wan Yiu Jamie Wong     | Mayuko Hagiwara    | Sun Ae Choe        |
| 2010               | Carmen Small           | Chisako Harigai    | Nami Takahashi     |
| 2011               | Ho Hsiung Huang        | Mei Yu Hsiao       | Tsugumi Kimura     |
| 2012               | Eri Yonamine           | Wan Yiu Jamie Wong | Mayuko Hagiwara    |
| 2013               | Dongyan Huang          | Hiromi Kaneko      | Ting Ying Huang    |
| 2016               | Ting Ying Huang        | Ellen van Dijk     | Hiromi Kaneko      |
| 2017               | Ellen van Dijk         | Eri Yonamine       | Ayako Nakai        |